# Sunleif Rasmussen
Sunleif Rasmussen (* 19. března 1961) je nejvýznamnější faerský hudební skladatel. Studoval v Norsku a Dánsku, v současnosti pracuje v Tórshavnu. V roce 2002 získal za svou symfonii „Oceanic Days“ Cenu Severské rady.